# Am Ettersberg
Am Ettersberg é um município da Alemanha, situado no distrito de Weimarer Land, no estado da Turíngia. Tem 92,42 km² de área, e sua população em 2019 foi estimada em 7.098 habitantes. Foi criado em 1 de janeiro de 2019, após a fusão dos antigos municípios Berlstedt, Buttelstedt, Großobringen, Heichelheim, Kleinobringen, Krautheim, Ramsla, Sachsenhausen, Schwerstedt, Vippachedelhausen e Wohlsborn.